# Europees kampioenschap voetbal mannen onder 21 - 2013
Het Europees kampioenschap voetbal onder 21 - 2013 was de 13e editie van het Europees kampioenschap voetbal onder 21. De competitie wordt in de oneven jaren gehouden om uit de schaduw van het Europees kampioenschap voetbal mannen en het wereldkampioenschap voetbal te blijven.
Spelers geboren na 1 januari 1990 waren speelgerechtigd voor dit toernooi.

## Gekwalificeerde teams
| Land      | Gekwalificeerd als                 | Datum van kwalificatie | Vorige deelnames aan het toernooi 1                                                                 |
| --------- | ---------------------------------- | ---------------------- | --------------------------------------------------------------------------------------------------- |
| Israël    | Gastland                           | 27 januari 2011        | 1 (2007)                                                                                            |
| Nederland | winnaar play-off tegen Slowakije   | 15 oktober 2012        | 6 (1988, 1992, 1998, 2000, 2006, 2007)                                                              |
| Italië    | winnaar play-off tegen Zweden      | 16 oktober 2012        | 16 (1978, 1980, 1982, 1984, 1986, 1988, 1990, 1992, 1994, 1996, 2000, 2002, 2004, 2006, 2007, 2009) |
| Engeland  | winnaar play-off tegen Servië      | 16 oktober 2012        | 11 (1978, 1980, 1982, 1984, 1986, 1988, 2000, 2002, 2007, 2009 2011)                                |
| Noorwegen | winnaar play-off tegen Frankrijk   | 16 oktober 2012        | 1 (1998)                                                                                            |
| Rusland   | Winnaar play-off tegen Tsjechië    | 16 oktober 2012        | 2 (1994, 1998)                                                                                      |
| Duitsland | Winnaar play-off tegen Zwitserland | 16 oktober 2012        | 6 (1992, 1996, 1998, 2004, 2006, 2009)                                                              |
| Spanje    | Winnaar play-off tegen Denemarken  | 16 oktober 2012        | 9 (1984, 1986, 1988, 1990, 1994, 1996, 1998, 2000, 2009, 2011)                                      |

1 vet betekent kampioen in dat jaar

## Speelsteden
| Jeruzalem          | Netanja            | Petach Tikwa       | Tel Aviv           |
| ------------------ | ------------------ | ------------------ | ------------------ |
| Teddystadion       | Netanjastadion     | HaMoshavastadion   | Bloomfieldstadion  |
| Capaciteit: 31.733 | Capaciteit: 13.610 | Capaciteit: 11.500 | Capaciteit: 14.413 |
|                    |                    |                    |                    |

## Potindeling
De loting voor het eindtoernooi werd gehouden op 28 november 2012 in Tel Aviv.
| Pot 1                                 | Pot 2                  | Pot 3                                      |
| ------------------------------------- | ---------------------- | ------------------------------------------ |
| - Israël (Groep A) - Spanje (Groep B) | - Engeland - Nederland | - Italië - Duitsland - Rusland - Noorwegen |

## Groepsfase

### Groep A
| Team      | Gsp | G | G | V | DV | DT | DS | Pnt |
| --------- | --- | - | - | - | -- | -- | -- | --- |
| Italië    | 3   | 2 | 1 | 0 | 6  | 1  | +5 | 7   |
| Noorwegen | 3   | 1 | 2 | 0 | 6  | 4  | +2 | 5   |
| Israël    | 3   | 1 | 1 | 1 | 3  | 6  | -3 | 4   |
| Engeland  | 3   | 0 | 0 | 3 | 1  | 5  | -4 | 0   |

|                               |                               |         |                          |                                                                              |
| 5 juni 2013 19.00 uur (UTC+3) | Israël                        | 2 – 2   | Noorwegen                | Netanjastadion, Netanja Toeschouwers: 10.850 Scheidsrechter: Paweł Gil (POL) |
| 5 juni 2013 19.00 uur (UTC+3) | Biton 16' (pen.) Turgeman 71' | Verslag | 24' Pedersen 90+2' Singh | Netanjastadion, Netanja Toeschouwers: 10.850 Scheidsrechter: Paweł Gil (POL) |

|                               |          |         |             |                                                                                       |
| 5 juni 2013 21.30 uur (UTC+3) | Engeland | 0 – 1   | Italië      | Bloomfieldstadion, Tel Aviv Toeschouwers: 10.660 Scheidsrechter: Antony Gautier (FRA) |
| 5 juni 2013 21.30 uur (UTC+3) |          | Verslag | 79' Insigne | Bloomfieldstadion, Tel Aviv Toeschouwers: 10.660 Scheidsrechter: Antony Gautier (FRA) |

|                               |                   |         |                                      |                                                                                       |
| 8 juni 2013 19.00 uur (UTC+3) | Engeland          | 1 – 3   | Noorwegen                            | HaMoshavastadion, Petach Tikwa Toeschouwers: 6.150 Scheidsrechter: Sergei Boiko (UKR) |
| 8 juni 2013 19.00 uur (UTC+3) | Dawson 57' (pen.) | Verslag | 15' Semb Berge 34' Berget 52' Eikrem | HaMoshavastadion, Petach Tikwa Toeschouwers: 6.150 Scheidsrechter: Sergei Boiko (UKR) |

|                               |                                               |         |        |                                                                                       |
| 8 juni 2013 21.30 uur (UTC+3) | Italië                                        | 4 – 0   | Israël | Bloomfieldstadion, Tel Aviv Toeschouwers: 13.750 Scheidsrechter: Ovidiu Haţegan (ROM) |
| 8 juni 2013 21.30 uur (UTC+3) | Saponara 18' Gabbiadini 42', 53' Florenzi 71' | Verslag |        | Bloomfieldstadion, Tel Aviv Toeschouwers: 13.750 Scheidsrechter: Ovidiu Haţegan (ROM) |

|                                |            |         |          |                                                                                 |
| 11 juni 2013 19.00 uur (UTC+3) | Israël     | 1 – 0   | Engeland | Teddystadion, Jeruzalem Toeschouwers: 22.183 Scheidsrechter: Sergei Boiko (UKR) |
| 11 juni 2013 19.00 uur (UTC+3) | Krieff 80' | Verslag |          | Teddystadion, Jeruzalem Toeschouwers: 22.183 Scheidsrechter: Sergei Boiko (UKR) |

|                                |                       |         |                  |                                                                                  |
| 11 juni 2013 19.00 uur (UTC+3) | Noorwegen             | 1 – 1   | Italië           | Bloomfieldstadion, Tel Aviv Toeschouwers: 7.130 Scheidsrechter: Ivan Bebek (CRO) |
| 11 juni 2013 19.00 uur (UTC+3) | Strandberg 90' (pen.) | Verslag | 90+4' Bertolacci | Bloomfieldstadion, Tel Aviv Toeschouwers: 7.130 Scheidsrechter: Ivan Bebek (CRO) |

### Groep B
| Team      | Gsp | G | G | V | DV | DT | DS | Pnt |
| --------- | --- | - | - | - | -- | -- | -- | --- |
| Spanje    | 3   | 3 | 0 | 0 | 5  | 0  | +5 | 9   |
| Nederland | 3   | 2 | 0 | 1 | 8  | 6  | +2 | 6   |
| Duitsland | 3   | 1 | 0 | 2 | 4  | 5  | -1 | 3   |
| Rusland   | 3   | 0 | 0 | 3 | 2  | 8  | -6 | 0   |

|                               |            |         |         |                                                                             |
| 6 juni 2013 19.00 uur (UTC+3) | Spanje     | 1 – 0   | Rusland | Teddystadion, Jeruzalem Toeschouwers: 8.127 Scheidsrechter: Matej Jug (SVN) |
| 6 juni 2013 19.00 uur (UTC+3) | Morata 82' | Verslag |         | Teddystadion, Jeruzalem Toeschouwers: 8.127 Scheidsrechter: Matej Jug (SVN) |

|                               |                                 |         |                            |                                                                                      |
| 6 juni 2013 21.30 uur (UTC+3) | Nederland                       | 3 – 2   | Duitsland                  | HaMoshavastadion, Petach Tikwa Toeschouwers: 10.248 Scheidsrechter: Ivan Bebek (CRO) |
| 6 juni 2013 21.30 uur (UTC+3) | Maher 24' Wijnaldum 38' Fer 90' | Verslag | 47' (pen.) Rudy 81' Holtby | HaMoshavastadion, Petach Tikwa Toeschouwers: 10.248 Scheidsrechter: Ivan Bebek (CRO) |

|                               |                                                            |         |                |                                                                                  |
| 9 juni 2013 19.00 uur (UTC+3) | Nederland                                                  | 5 – 1   | Rusland        | Teddystadion, Jeruzalem Toeschouwers: 4.589 Scheidsrechter: Antony Gautier (FRA) |
| 9 juni 2013 19.00 uur (UTC+3) | Wijnaldum 38' L. de Jong 61' John 69' Hoesen 83' Fer 90+2' | Verslag | 65' Tsjerysjev | Teddystadion, Jeruzalem Toeschouwers: 4.589 Scheidsrechter: Antony Gautier (FRA) |

|                               |           |         |            |                                                                              |
| 9 juni 2013 21.30 uur (UTC+3) | Duitsland | 0 – 1   | Spanje     | Netanjastadion, Netanja Toeschouwers: 11.750 Scheidsrechter: Paweł Gil (POL) |
| 9 juni 2013 21.30 uur (UTC+3) |           | Verslag | 86' Morata | Netanjastadion, Netanja Toeschouwers: 11.750 Scheidsrechter: Paweł Gil (POL) |

|                                |                                   |         |           |                                                                                          |
| 12 juni 2013 19.00 uur (UTC+3) | Spanje                            | 3 – 0   | Nederland | HaMoshavastadion, Petach Tikwa Toeschouwers: 10.024 Scheidsrechter: Ovidiu Haţegan (ROM) |
| 12 juni 2013 19.00 uur (UTC+3) | Morata 26' Isco 32' Vázquez 90+1' | Verslag |           | HaMoshavastadion, Petach Tikwa Toeschouwers: 10.024 Scheidsrechter: Ovidiu Haţegan (ROM) |

|                                |              |         |                              |                                                                             |
| 12 juni 2013 19.00 uur (UTC+3) | Rusland      | 1 – 2   | Duitsland                    | Netanjastadion, Netanja Toeschouwers: 9.500 Scheidsrechter: Matej Jug (SLO) |
| 12 juni 2013 19.00 uur (UTC+3) | Dzagojev 22' | Verslag | 34' Herrmann 69' (pen.) Rudy | Netanjastadion, Netanja Toeschouwers: 9.500 Scheidsrechter: Matej Jug (SLO) |

## Knock-outfase

### Halve finales
|                                |                                     |         |           |                                                                                 |
| 15 juni 2013 18.30 uur (UTC+3) | Spanje                              | 3 – 0   | Noorwegen | Netanjastadion, Netanja Toeschouwers: 12.048 Scheidsrechter: Sergei Boiko (UKR) |
| 15 juni 2013 18.30 uur (UTC+3) | Rodrigo 45+1' Isco 88' Morata 90+3' | Verslag |           | Netanjastadion, Netanja Toeschouwers: 12.048 Scheidsrechter: Sergei Boiko (UKR) |

|                                |            |         |           |                                                                                          |
| 15 juni 2013 21.30 uur (UTC+3) | Italië     | 1 – 0   | Nederland | HaMoshavastadion, Petach Tikwa Toeschouwers: 10.123 Scheidsrechter: Ovidiu Haţegan (ROM) |
| 15 juni 2013 21.30 uur (UTC+3) | Borini 78' | Verslag |           | HaMoshavastadion, Petach Tikwa Toeschouwers: 10.123 Scheidsrechter: Ovidiu Haţegan (ROM) |

### Finale
|                                |                                            |         |                         |                                                                              |
| 18 juni 2013 18.00 uur (UTC+3) | Spanje                                     | 4 – 2   | Italië                  | Teddystadion, Jeruzalem Toeschouwers: 29.300 Scheidsrechter: Matej Jug (SVN) |
| 18 juni 2013 18.00 uur (UTC+3) | Thiago 6', 31', 38' (pen.) Isco 66' (pen.) | Verslag | 10' Immobile 80' Borini | Teddystadion, Jeruzalem Toeschouwers: 29.300 Scheidsrechter: Matej Jug (SVN) |

## Doelpuntenmakers
4 doelpunten
- Álvaro Morata

3 doelpunten
- Thiago
- Isco

2 doelpunten
- Sebastian Rudy
- Fabio Borini
- Manolo Gabbiadini
- Leroy Fer
- Georginio Wijnaldum

1 doelpunt
- Patrick Herrmann
- Lewis Holtby
- Craig Dawson
- Nir Biton
- Ofir Krieff
- Alon Turgeman
- Andrea Bertolacci
- Ciro Immobile
- Alessandro Florenzi
- Lorenzo Insigne
- Riccardo Saponara
- Danny Hoesen
- Ola John
- Luuk de Jong
- Adam Maher
- Fredrik Semb Berge
- Jo Inge Berget
- Magnus Wolff Eikrem
- Marcus Pedersen
- Harmeet Singh
- Stefan Strandberg
- Alan Dzagojev
- Denis Tsjerysjev
- Rodrigo
- Álvaro Vázquez